# Grigorij Romanovič Ginzburg
Grigorij Romanovič Ginzburg (in russo Григо́рий Рома́нович Ги́нзбург?, Grigorij Romanovič Ginzburg; Nižnij Novgorod, 29 maggio 1904 – Mosca, 5 dicembre 1961) è stato un pianista russo di estrazione ebraica.

## Biografia
Ginzburg studiò dapprima con sua madre, quindi fu accettato come studente nella classe di Aleksandr Gol'denvejzer al Conservatorio di Mosca. Nel 1927 ottenne il quarto premio al Concorso pianistico internazionale Fryderyk Chopin di Varsavia. È stato riconosciuto come uno dei migliori musicisti dell'Unione Sovietica e ha girato diverse volte l'Europa. Diventò un importante professore al Conservatorio di Mosca nel 1929. Alcuni dei suoi studenti più noti sono Gleb Aksel'rod, Sergej Dorenskij, Regina Šamvili e Sulamita Aronovskij.
Ginzburg era molto noto in particolare per il suo tocco di pianoforte che aveva legami con la tradizione dei musicisti del XIX secolo come Franz Liszt. Il suo repertorio eclettico e la sua arte della trascrizione ne hanno fatto uno degli artisti più singolari nella storia del pianoforte.

## Discografia
- Grigory Ginzburg: Live Recordings, 3 volumes (6CDs), Vox Aeterna, 2006
- Russian Piano School: Goldenweiser & Ginzburg, RCD, 2004
- Great Pianists of The 20th Century, Vol.37 Grigórij Gínzburg, Philips, 1999
- The Gregory Ginzburg Legacy, 10 Volumes (11CDs), Arlecchino
- GrigoriyGinzburg ロシアピアノの巨匠達, 3 volumes, Triton
- Russian Piano School Vol.12 - Liszt Opera Paraphrases, BMG/Melodiya
- Tchaikovsky / Rachmaninov Piano Concertos - Grigórij Gínzburg, Lev Oborin, Konstantin Ivanov, Vista Vera
- Great Artists in Moscow Conservatoire: Liszt - Grigórij Gínzburg, Moscow State Conservatory
- Frederic Chopin: Piano music 1 - Gregory Ginzburg, Monopole
- Russian Treasure - Liszt, Rubinstein, Multisonic
- Russian Treasure - Tchaikovsky, Schumann, Multisonic
- Gregory Ginzburg: His Early Recordings, 2 Volumes, APR
- Gregory Ginzburg Studio Recordings (4CDs), Vox Aeterna
- Keyboard Fireworks by Liszt, Sterling Classics
- The Art of Grigori Ginsburg (3CDs), Venezia (CDVE00018)
- Rubinstein & Liszt Piano Works - Grigori Ginzburg, Mobile Fidelity
- Tchaikovsky / Arensky Piano Concertos, Russian Disc
- Liszt Piano Concertos, Russian Disc
- Dvorak / Kabalevsky Piano Concertos, Russian Disc
- Mozart / Rubinstein Piano Concertos, Russian Disc
- Russian Pianists II, Green Door
- 「ショパン・コンクールの歴史 第一集」, DIW Classics
- Legendary Russian Pianists, Brilliant Classics
- The Great Piano Music of the World 7: Liszt - G.Ginsburg, Melodiya (for the educational purpose, not for sale)

### Lp Melodija
- Bach: Violin Sonata BWV 1017 (violino L. Kogan)
- Bach/Busoni: Toccata and Fugue BWV 565
- Beethoven: Für Elise
- Beethoven: Violin Sonata No.1 & No.3 (violino L. Kogan)
- Beethoven/Liszt: Ruinen von Athen Fantasia (direttore A.Gauk / Radio Symphony Orchestra)
- Bellini/Liszt: Norma Fantasia
- Chopin: Ballade No.4
- Chopin: Etudes Op.10-1&3
- Chopin: 12 Etudes Op.25
- Chopin: 4 Impromptu
- Chopin: Mazurka No.17, No.16, No.48, No.52, No.14, No.57 & No.13
- Chopin: Polonaise No.2, No.3, No.6 & No.12
- Chopin: Waltz No.2, No.3, No.5 & No.7
- Gerter: Waltz
- Gershwin: 3 Preludes
- Grieg: Sonata per violoncello Op.36 (violoncello J. Slobodkin)
- Grieg: Sonata per pianoforte Op.7
- Haydn: Sonata per violino (Arr. from Piano Sonata No.26) (violino L. Kogan)
- Haydn: Sonate per violinoa No.4 & No.7 (violino L. Kogan)
- Gounod/Liszt: Waltz dal Faust
- Liszt: Au Lac de Wallenstadt, Au bord d'une source, Le mal du pays, Les cloches de Genève & Vallée d'Obermann
- Liszt: Concert Etudes No.2 La Leggierezza & No.3 Un sospiro
- Liszt: Concert Etude No.2 Gnomenreigen
- Liszt: Gondliera & Tarantella
- Liszt: Rapsodie Ungheresi No.17 & No.18
- Liszt: Polonaise No.1
- Liszt/Busoni: Totentanz (direttore N. Anosov / State Symphony Orchestra)
- Medtner: Sonata Reminiscence Op.38-1
- Mozart: Fantasia KV 475
- Mozart: Piano Concerto No.25 (direttore K. Kondrašin / Radio Symphony Orchestra)
- Mozart: Piano Sonata No.8
- Mozart: Violin Sonata KV 376 (violino L. Kogan)
- Mozart/Liszt: Don Giovanni Fantasia
- Mozart/Liszt/Busoni: Figaro Fantasia
- Mjaskovskij: Song and Rhapsody Op.58
- Paganini/Liszt: Paganini Studio  No.3, No.4 & No.5
- Paganini/Schumann: Paganini Studio Op.3 No.1 & No.2
- Prokof'ev: Piano Sonata No.3
- Rachmaninov: 6 Duets Op.11 (pianoforte A. Goldenweiser)
- Rachmaninov: Suite No.1 Op.5 (pianoforte A. Goldenweiser)
- Rameau/Godovskij: 2 Menuets, Rigaudon & Elegie
- Rossini/Ginzburg: Cavatina di Figaro
- Rubinštejn: Etude Op.23-2
- Rubinštejn: Piano Concerto No.4 (direttore A. Šereševskij / State Orchestra)
- Różycki/Ginzburg: Kasanova Fantasia
- Schubert/Liszt: Erlkönig, Aufenthalt, Gretchen am Spinnrade
- Schumann: ABEGG Variations
- Schumann: Toccata
- Skrjabin: 6 Etudes Op.8-6,3,1,7,11,12
- J.Strauss II/Grünfel: Waltz Frühlingsstimmen
- J.Strauss II/Schulz-Evler: Arabesque sul tema di Waltz 'An der shönen blauen Donau'
- J.Strauss II/Tausig: Waltz Caprice No.2
- Verdi/Liszt: Rigoletto Paraphrase
- Weber: Perpetuum Mobile
- Weber: Rondo Brillante
- Weber: Violin Sonata No.1, No.2 & No.5 (violino L. Kogan)